# 와카마쓰카와다역
와카마쓰카와다역(일본어: 若松河田駅, わかまつかわだえき)은 일본 도쿄도 신주쿠구에 있는 철도역이다. 역 번호는 E 03이다.

## 타는 곳
섬식 승강장 1면 2선 지하역. 그런데 학생들은 다카다노바바역에서 걸어가는 것을 더 선호한다 카더라. 어차피 니시와세다역도 있으니 상관없다.
| 1 | ○ 도에이 지하철 오에도 선 | 도초마에 방면 (네리마・히카리가오카 방면과 롯폰기・다이몬 방면은 도초마에 역에서 환승) |
| 2 | ○ 도영 지하철 오에도 선   | 이다바시・료고쿠 방면                                                                  |

## 이용 가능 철도 노선
- 도쿄 도 교통국
  - ○ 오에도 선

## 이용 현황
- 2008년도의 1일 평균 승차 인원 27,503명.

## 역 주변
- 도쿄 여자 의과 대학
- 도쿄 여자 의과 대학 병원
- 국립 국제 의료 연구 센터
- 총무성 통계국
- 와세다 대학
- 국립 감염증 연구소
- 동경한국학교
- 신주쿠 구역소

## 역사
- 2000년 12월 12일: 영업 개시.

## 사진

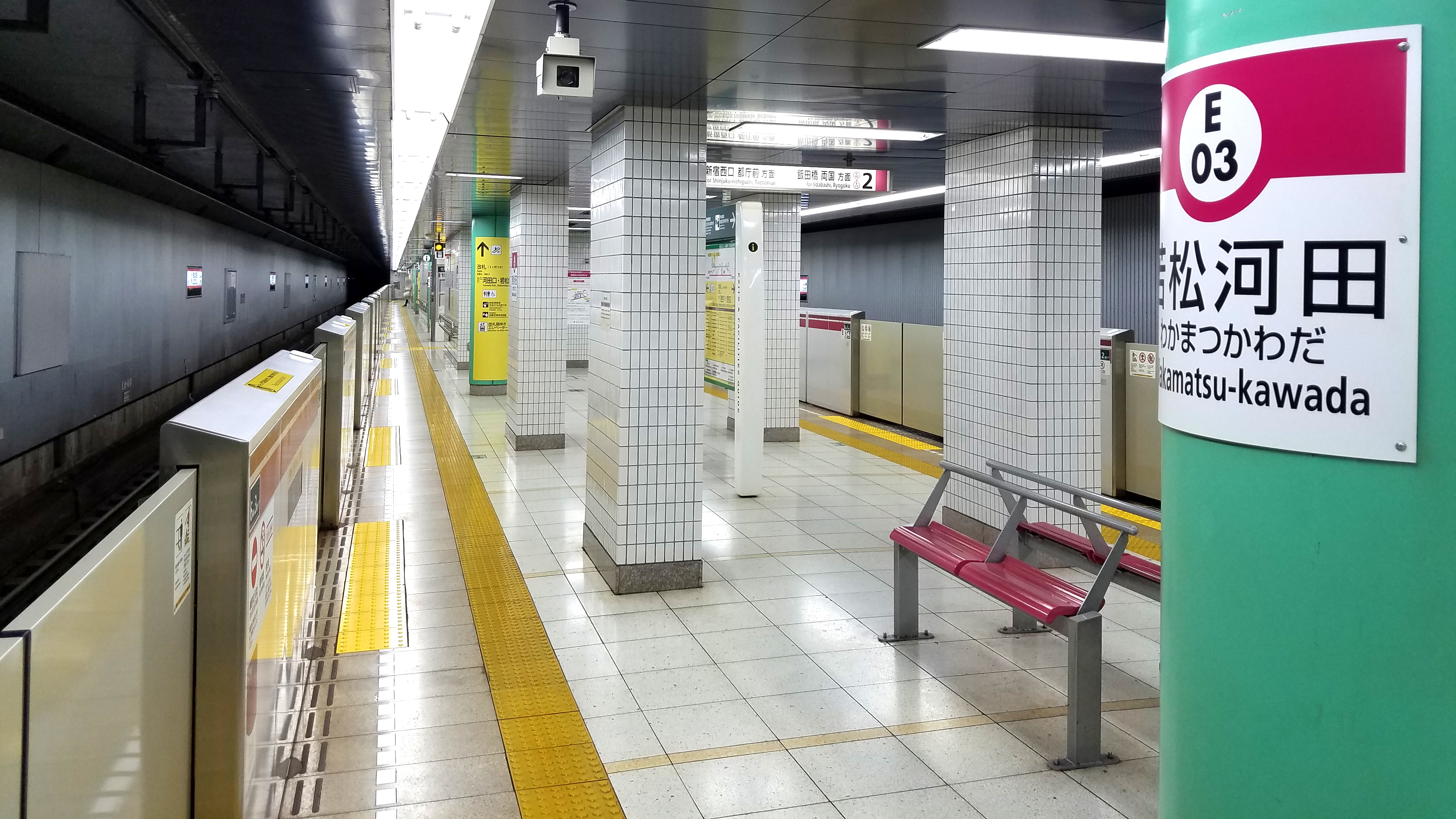
승강장 모습(2019년 12월 1일) (부역명 "도쿄 여자 의사대 병원 앞" 삭제 후)

## 인접역
| 도쿄 도 교통국 ○ 12호선 오에도 선 | 도쿄 도 교통국 ○ 12호선 오에도 선 | 도쿄 도 교통국 ○ 12호선 오에도 선       |
| --------------------------------- | --------------------------------- | --------------------------------------- |
| E 02 히가시신주쿠 도초마에 방면   | 오에도 선                         | E 04 우시고메야나기초 히카리가오카 방면 |